# Cajanus heynei
Cajanus heynei är en ärtväxtart som först beskrevs av Robert Wight och George Arnott Walker Arnott, och fick sitt nu gällande namn av Laurentius Josephus Gerardus Jos van der Maesen. Cajanus heynei ingår i släktet Cajanus och familjen ärtväxter. Inga underarter finns listade i Catalogue of Life.